# Cecilie Uttrup Ludwig
Cecilie Uttrup Ludwig   (Herlev, 23 d'agost de 1995) és una ciclista danesa. Professional des del 2014, actualment milita a l'equip Canyon-SRAM Racing.

## Palmarès
- 2016
  -  Campiona de Dinamarca en contrarellotge
  - 1a al Tour de Feminin-O cenu Českého Švýcarska i vencedora de 2 etapes
- 2017
  -  1a a la Classificació de joves de l'UCI Women's WorldTour
  -  Campiona de Dinamarca en contrarellotge
  - 1a a la Setmana Ciclista Valenciana
- 2018
  -  Campiona de Dinamarca en contrarellotge
- 2019
  - 1a al Gran Premi de Plumelec-Morbihan
- 2020
  - 1a al Giro de l'Emília
- 2022
  -  Campiona de Dinamarca en ruta
  - Vencedora d'una etapa al Tour de France Femmes
  - 1a al Tour d'Escandinàvia i vencedora d'una etapa
- 2023
  - Vencedora de dues etapes al Tour d'Escandinàvia
  - 1a al Giro de l'Emília
- 2024
  - Vencedora d'una etapa a la Santos Women's Tour

### Resultats a les Grans Voltes

#### Giro d'Itàlia
- 2017: 16a posició,  vencedora de la classificació de millor jove
- 2018: 6a posició
- 2019: 14a posició
- 2020: 4a posició,  vencedora de la classificació de la muntanya
- 2021: no surt a la 8a etapa
- 2022: 6a posició
- 2023: 6a posició
- 2024: 8a posició
- 2025: 17a posició

#### Tour de França
- 2022: 7a posició i vencedora de la 3a etapa
- 2023: 7a posició
- 2024: 28a posició
- 2025: 21a posició